# Aparicio Saravia
Aparicio Saravia da Rosa (Cerro Largo,16 de agosto de 1856-Santana do Livramento, Río Grande del Sur, Brasil, 5 de septiembre de 1904) fue un caudillo, General revolucionario del Partido Nacional de Uruguay

## Biografía
Aparicio Saravia nació el 16 de agosto de 1856, según lo indican sus biógrafos, incluyendo a su hijo Nepomuceno en el libro Memorias de Aparicio Saravia, publicado en 1956.
Fue el cuarto hijo sobre trece habidos por el matrimonio brasileño conformado por Pulpícia da Rosa (castellanizada como Propicia de Rosa o Propicia de la Rosa) y Francisco Saraiva (su apellido se había castellanizado como Saravia al radicarse en Uruguay). Aparicio fue criado y educado principalmente en el campo. A la muerte de su padre, los hermanos Saravia heredaron una vasta extensión de campo, la cual comprendía diversas propiedades, entre las que se encontraba "El Cordobés."
Dado que en aquellos tiempos políticos y sociales las fronteras no estaban del todo delimitadas claramente, los hermanos Saravia tenían vínculos muy estrechos con Río Grande del Sur, entre ellos con los movimientos revolucionarios riograndenses y uruguayos.
Aparicio Saravia comenzó muy joven su actividad militar. Varios historiadores ya lo ubican peleando en la Revolución de las Lanzas (1870-1872) acaudillada por Timoteo Aparicio contra el gobierno del General Lorenzo Batlle, padre de José Batlle y Ordóñez, quien terminaría siendo el último gran enemigo de Aparicio. En aquella lucha se ganó el grado de cabo y el apodo que no lo abandonaría de "Cabo Viejo".
En 1875 con dos hermanos suyos, Gumercindo y Antonio “Chiquito”, se embarcó en la Revolución Tricolor, bajo el mando de Ángel Muniz. El 14 de febrero de 1878 se casó con Cándida Díaz, sobrina de un caudillo colorado, causa por la cual ella se fugó de casa para evitar la oposición de sus padres a esa unión. Fruto de ese matrimonio nacieron seis hijos varones; Aparicio, Nepomuceno, Villanueva, Ramón, Exaltación y Mauro. También Actuó en la revolución del 97, en donde ganó mucha fama y reconocimiento.
En 1904 inició nuevamente otra revolución. Durante la Batalla de Masoller, en septiembre, fue herido de bala, y falleció agonizando en Brasil, el 10 de septiembre de 1904.

## Revolución federalista riograndense

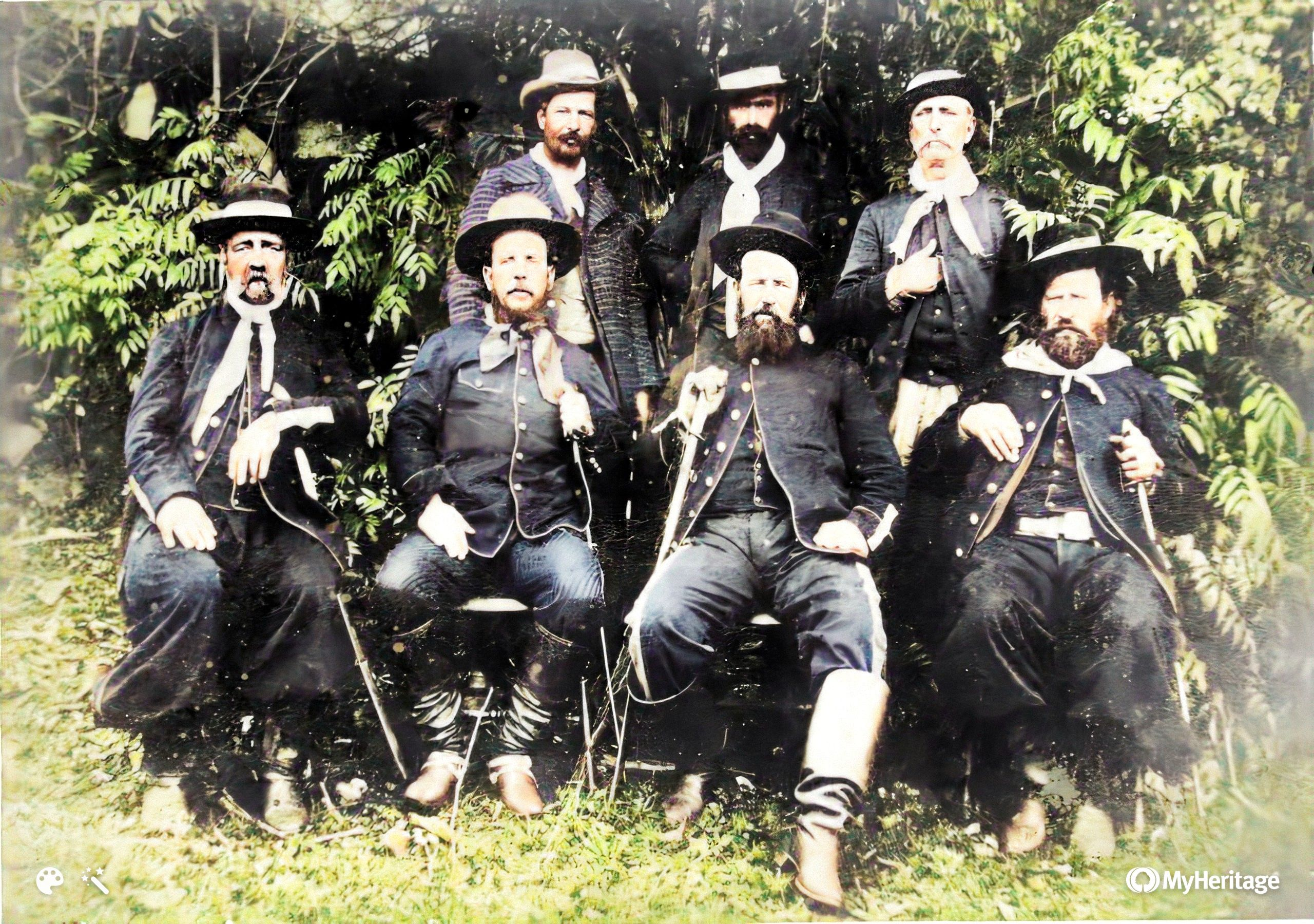
Aparicio Saravia junto a su hermano Gumersindo (ambos al medio) y sus comandantes.

Gumercindo Saravia, hermano mayor de Aparicio, tuvo una importante participación en la revolución federalista riograndense  de 1893. Los hermanos Saravia llevaron desde Uruguay unos 400 lanceros quienes portaban una divisa blanca con el lema "Defensor da lei", la misma que fue utilizada por el general Manuel Oribe durante la batalla de Carpintería, que posteriormente daría nacimiento al Partido Nacional.
Aparicio Saravia, se destacó en las fuerzas revolucionarias riograndenses; lo que determinó que habiendo fallecido su hermano en 1894, Aparicio fuera designado General de dichas fuerzas revolucionarias. La muerte de Gumercindo afectó duramente a sus seguidores y el futuro caudillo blanco fue designado en Brasil como sucesor de su hermano. En 1895 la revolución terminó de deshilacharse y Aparicio con unos pocos hombres volvió al pago. La guerra, de todos modos, le brindó el grado de General y un gran prestigio, dado que los diarios de Montevideo cubrían dicho conflicto.

## Caudillo

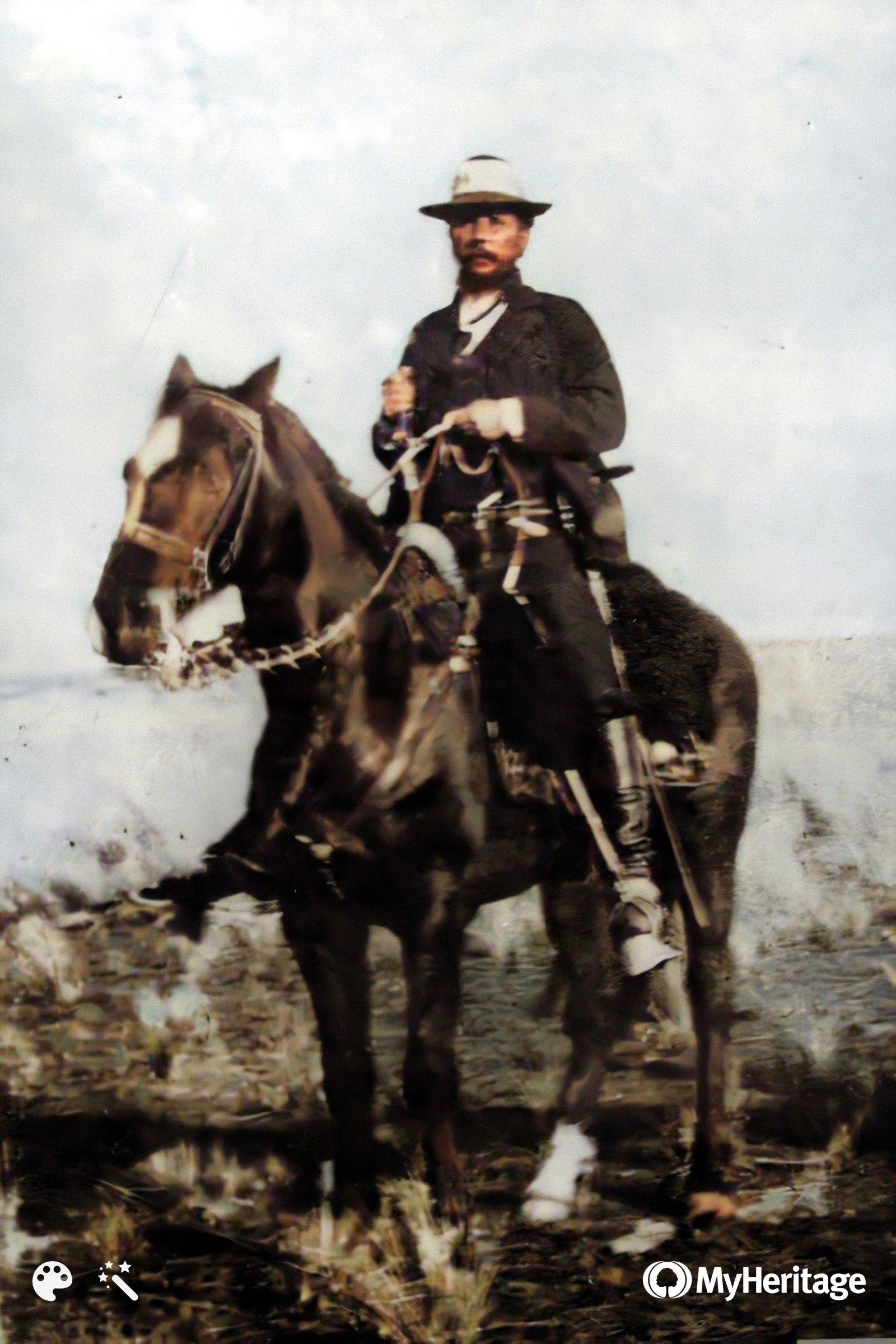
Aparicio Saravia.

El 6 de abril de 1872 se firmó el acuerdo denominado “La Paz de Abril” que daba por terminada la Revolución de las Lanzas (1870 - 1872), en la cual se estableció por primera vez el concepto de la coparticipación entre los partidos blanco (Partido Nacional) y colorado en el gobierno, asignándose al Partido Nacional las “Jefaturas Políticas” de cuatro Departamentos, que constitucionalmente designaba el presidente de la República. Sin embargo, durante la presidencia de Julio Herrera y Obes (1890 - 1894), de filiación colorada, las tensiones entre los blancos y los colorados se habían incrementado debido a que solamente otorgó a los blancos tres Jefaturas Políticas, lo que fue considerado una violación a la Paz de Abril.
Aparicio lideraría, de ahí en más, al Partido Nacional, sobre todo en lo que se refiere al interior del país, donde este partido político tenía su mayor fuerza. Se convirtió, de esta forma, en el último gran caudillo nacionalista, que encontraría muerte encabezando la revolución contra el gobierno de José Batlle y Ordóñez, en 1904.
Finalizada a principios de 1894 la Presidencia de Julio Herrera y Obes, la elección de un sucesor para el período de 1894 a 1898, mediante votación en el Senado - como establecía el procedimiento constitucional - había sido sumamente difícil. Finalmente, resultó elegido Juan Idiarte Borda, contra la opinión de los blancos, que se sintieron excluidos del Gobierno, y que consideraron que nuevamente los gobernantes colorados habían violado el pacto de la Paz de abril de 1872.
En 1895 Aparicio Saravia consiguió ser nombrado referente político de Cerro Largo y viajó a Montevideo. En noviembre de 1896, mientras se realizaban las elecciones para integrar el Senado que debería elegir sucesor a Idiarte Borda, Aparicio Saravia promovió un movimiento revolucionario; pero cuando el presidente Idiarte Borda movilizó las fuerzas gubernamentales, los revolucionarios optaron por dispersarse.

## Revolución de 1897
En marzo de 1897 comenzó un nuevo levantamiento revolucionario. Importantes fuerzas compuestas por revolucionarios blancos provenientes de la Argentina, invadieron el territorio por las costas del Departamento de Colonia, al mando del Cnel. Diego Lamas, que había sido designado jefe de Estado Mayor de las fuerzas militares del Partido Nacional; en un ataque coordinado con otro contingente blanco al mando de José Núñez, que ingresaron por Conchillas. Simultáneamente, Aparicio Saravia tomó el mando de otro contingente revolucionario, que penetró desde el Brasil por la frontera de Aceguá.
Los revolucionarios al mando de Aparicio Saravia fueron derrotados en el combate que tuvo lugar en Cerro Largo, en la cuchilla de Arbolito. En este último combate, murió el hermano mayor de Aparicio, Antonio Saravia, llamado “chiquito Saravia”.

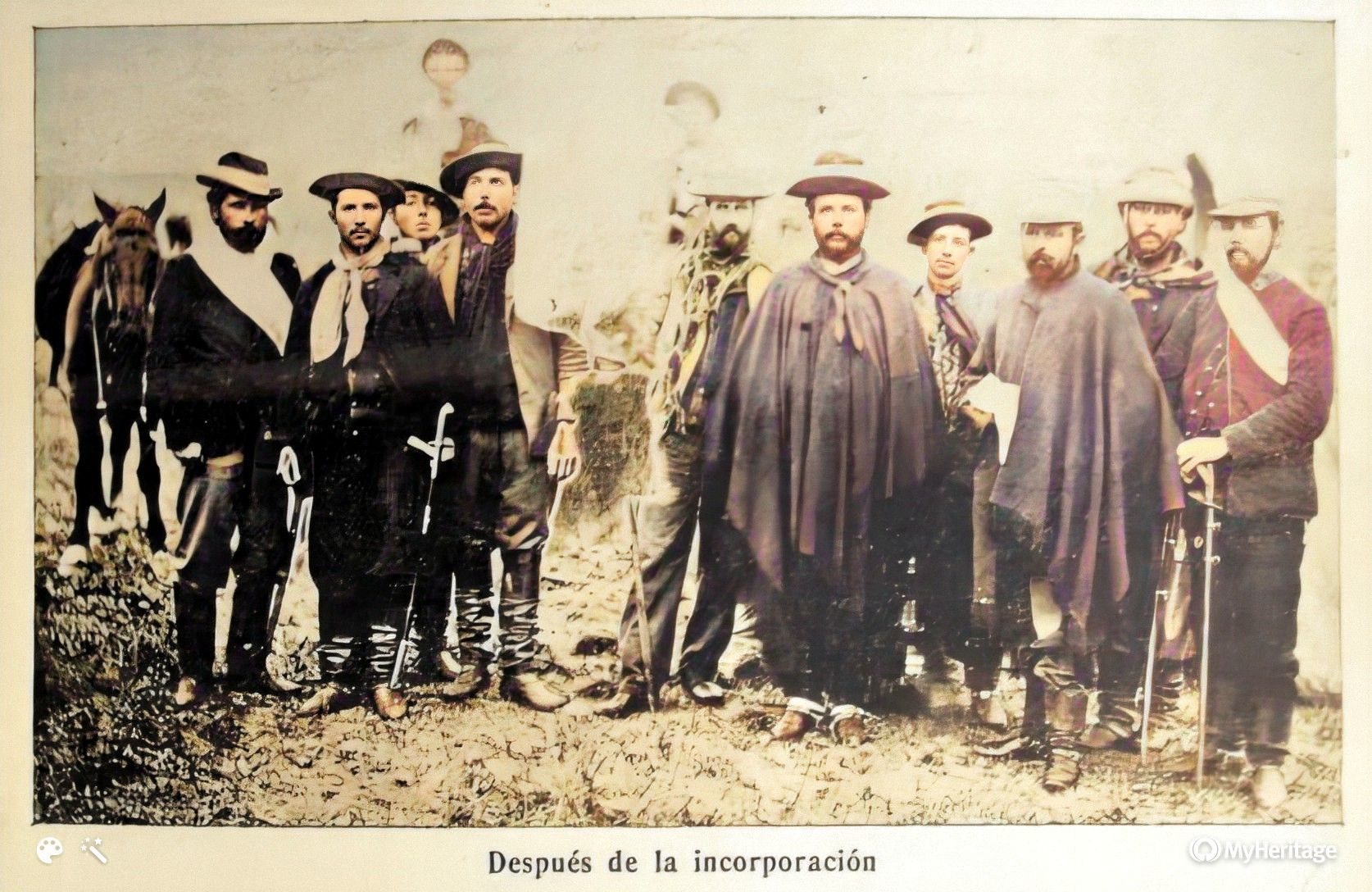
Saravia y las tropas.

Asesinado el presidente Idiarte Borda, su sucesor, Juan Lindolfo Cuestas emprendió rápidamente una acción conciliatoria con el Partido Nacional, que culminó el 18 de septiembre de 1897, en el llamado Pacto de la Cruz. Ese pacto estipulaba que los blancos tendrían 6 departamentos (Cerro Largo, Treinta y Tres, Rivera, Maldonado, Flores y San José) bajo su control directo. A su vez, se comprometió la aprobación de diversas leyes electorales; especialmente la que creó el Registro Cívico Nacional, dirigida a dar autenticidad a las elecciones, que fue votada el 24 de abril de 1898. El 24 de octubre fue aprobada otra ley, que reconocía la representación de las minorías en diversos cuerpos del gobierno de los Departamentos y en los órganos de control de las elecciones.
Si bien en febrero de 1898 se hizo un llamado a elecciones nacionales (en donde Cuestas se hizo elegir presidente), de hecho fueron tiempos en los que el Uruguay era manejado, literalmente, por dos gobiernos como durante la Guerra Grande cuando estaba el Gobierno de la sitiada Montevideo y el Gobierno del Cerrito: el gobierno constitucional estaba en Montevideo y la oposición en la campaña, dirigida por Manuel Oribe quien contaba, entre otras cosas, con su propio ejército.

## La época de los dos gobiernos
El 1 de marzo de 1903 fue elegido Presidente de la República, por primera vez, José Batlle y Ordóñez. Su elección se dio de la siguiente manera: el Partido Nacional pensaba otorgar su apoyo al Dr. Juan Carlos Blanco, candidato por un sector colorado a cambio de mantener el Pacto de la Cruz. Pero Eduardo Acevedo Díaz (también del Partido Nacional) consiguió suficientes votos blancos para elegir a Batlle y Ordóñez, en una votación más que suficiente: 55 a 33. Esta situación llevará a la expulsión de Eduardo Acevedo Díaz del Partido Blanco.
Para Batlle y Ordóñez era inaceptable que el país conviviera con dos gobiernos, uno en Montevideo encarnado en él y otro en la campaña, cuyo jefe formal era Saravia. En consecuencia, Batlle y Ordóñez según el Pacto de la Cruz renovó las Jefaturas Políticas de los 6 departamentos reservados para los blancos. Las Jefaturas Políticas de los Departamentos Rivera, Cerro Largo, Treinta y Tres, Maldonado, Flores y San José tendrían que ser provistas con ciudadanos de filiación blanca, nominados de común acuerdo entre el Gobierno y el Partido Nacional. Sin embargo en dos de ellas, Batlle y Ordóñez nominó a hombres de Eduardo Acevedo Díaz.
De esta forma, Saravia convocó de nuevo a la revolución de los blancos, cuyas fuerzas se movilizaron en esos Departamentos. La guerra civil fue evitada, sin embargo, por una misión que viajó a entrevistarse con Saravia, y el 22 de marzo de 1903 logró con él un nuevo pacto, en la localidad de Nico Pérez, por el cual se estableció que las Jefaturas políticas de esos Departamentos serían asignadas a ciudadanos blancos designados en consulta con el Directorio del Partido Nacional.

## Segundo enfrentamiento
Sin embargo, a pedidos del Jefe político del Departamento de Rivera (de filiación blanca), el gobierno envió a ese departamento al ejército por temerse una incursión brasileña, a causa de la detención efectuada por la Policía de Rivera, y siguiente fuga hacia el Brasil, del hermano del alcalde de Santana do Livramento. Este hecho fue tomado por Saravia, como una nueva violación al Pacto de la Cruz, desencadenándose una guerra civil.
A partir de mediados de enero de 1904, se sucedieron varios combates entre fuerzas gubernistas y saravistas; los combates de Mansavillagra (14 de enero) y de Illescas (15 de enero). De allí, el ejército revolucionario, se dirigió, por el camino de Cuchilla de Peralta, al paraje Tres Árboles (Departamento de Paysandú) y en su recorrido en dirección al norte, pasó por la actual Estancia Buen Retiro-Castillo Morató, entonces de Francisco León Barreto -cruzando el río Queguay, por Paso del Sauce (antigua calzada construida por los indios misioneros)-, quien era un conocido comerciante, socio y consuegro del expresidente de la República, Máximo Tajes (fines de febrero). El 2 de marzo, se produjo la batalla del Paso del Parque del Daymán y el 24 de junio, la batalla de Tupambaé.
La batalla decisiva se libró en la frontera con el Brasil, en batalla de Masoller, el 1 de septiembre de 1904, en el lugar de confluencia de los límites de los Departamentos de Rivera y Artigas.

## Masoller
La batalla de Masoller fue reñida, ambos bandos contaban con armamento moderno en su época, en especial los fusiles Remington y los más recientes Mauser, de gran precisión y largo alcance.
El 1.º de septiembre de 1904 por la tarde, los combates se prolongaron durante alrededor de tres horas; pugnándose por unas posiciones ocupadas por las fuerzas del Gobierno en unos cercos de piedra (los que eran usuales en los campos, antes de su alambramiento) desde los cuales hostigaban a los revolucionarios con nutrido fuego de fusilería. Éstos, a su vez, lograron varias veces desalojar a los gubernamentales de esas posiciones; pero recelando que estuvieran minadas, luego no las ocupaban, y eran retomadas por el ejército gubernista. Entretanto, los revolucionarios procuraban que los gubernamentales consumieran sus municiones, para atacarlos más tarde.
Aparicio había planificado separar a los ejércitos colorados de Vázquez y el general Pablo Galarza. Con ese objetivo dio la orden a la vanguardia cuyo jefe era Basilio Muñoz dijo "de avanzar para pasar primero que el enemigo por Masoller rumbo a Rivera; se preveía que el enemigo trataría de tomar las fuertes posiciones de los cercos dobles de piedra que salen de Masoller por la Cuchilla de Haedo y así lo hicieron. La vanguardia roja se parapetó en los cercos tomando la delantera", según relata Nepomuceno Saravia (hijo y colaborador de Aparicio Saravia). La causa, según este, fue que la vanguardia blanca "no cumplió con lo ordenado".
Sin embargo, el hijo del general Basilio Muñoz asegura que la historia es otra: 

"El 31 de agosto de 1904, día anterior a la batalla, a primera hora de la tarde mi padre, que comandaba la vanguardia nacionalista, tendió su división para atacar a la vanguardia del ejército gubernista que tenía mucha menos gente y estaba mal municionada. Conozco esos detalles con precisión porque en esas fuerzas coloradas venía quien después fue mi suegro, el que al tiempo confesaría a mi padre que cada soldado tenía apenas diecisiete cartuchos. Cuando el general Basilio Muñoz se aprestaba a avanzar vino un chasque con la orden de Aparicio de "no comprometer ninguna acción". Mi padre no entendió tan extraña decisión y envió al doctor Bernardo García para que procurara convencer a Saravia de lo fácil que sería vencer a la vanguardia gubernista, pero la respuesta del caudillo fue la misma: no atacar. Entonces el general Basilio Muñoz fue personalmente a hablar con Aparicio y le dijo que en media hora podía liquidar el combate. Ni aun así Saravia modificó su posición. ¿Cómo se explica? Por las conversaciones de paz entabladas con Mascarenhas, un hecho que mi padre ignoraba y que no fueron más que una trampa para hacerlo perder tiempo. En esas veinticinco horas que Aparicio esperó, el ejército colorado pudo unirse y tomar lugares estratégicos en las alturas de los montes. A las diez de la mañana del día 1o de septiembre los marcos estaba ocupados y recién a las tres de la tarde Saravia dispuso el ataque, obligando a su gente a ser sometida a un fuego terrible, desde dos flancos. Lo sensato hubiera sido retirarse del lugar de la batalla, dejarles las alturas a las tropas del gobierno y buscar una posición más propicia, pero no ocurrió así. Como consecuencia, la batalla de Masoller se libró en las peores condiciones imaginables".

Sea cual sea la causa, el ejército del gobierno colorado había logrado llegar a Masoller unido, y con más municiones y hombres. En esas circunstancias, Aparicio Saravia salió a recorrer el frente de fuego, para estimular a sus soldados; pero su figura resultaba claramente reconocible por el sombrero y el poncho blanco que usaba, así como por estar acompañado por un abanderado. Se trataba de una actitud sumamente arriesgada, porque estaba al alcance del fuego enemigo; y así ocurrió que fue gravemente herido por una bala que le atravesó el vientre de izquierda a derecha, lesionándole los riñones e intestinos. Francisco Trotta logra sacarlo y atender sus heridas -todavía en pie- "trataba de sonreír, pero perdía mucha sangre". Trotta lo acuesta sobre su propio poncho y luego junto a otro médico -Martínez- y cuatro personas más lo trasladan a fuerza de "poncho". Posteriormente es llevado hasta el cercano Brasil, hacia una estancia distante alrededor de cinco kilómetros de la frontera. Fue asistido también por el estudiante de medicina Arturo Lussich.

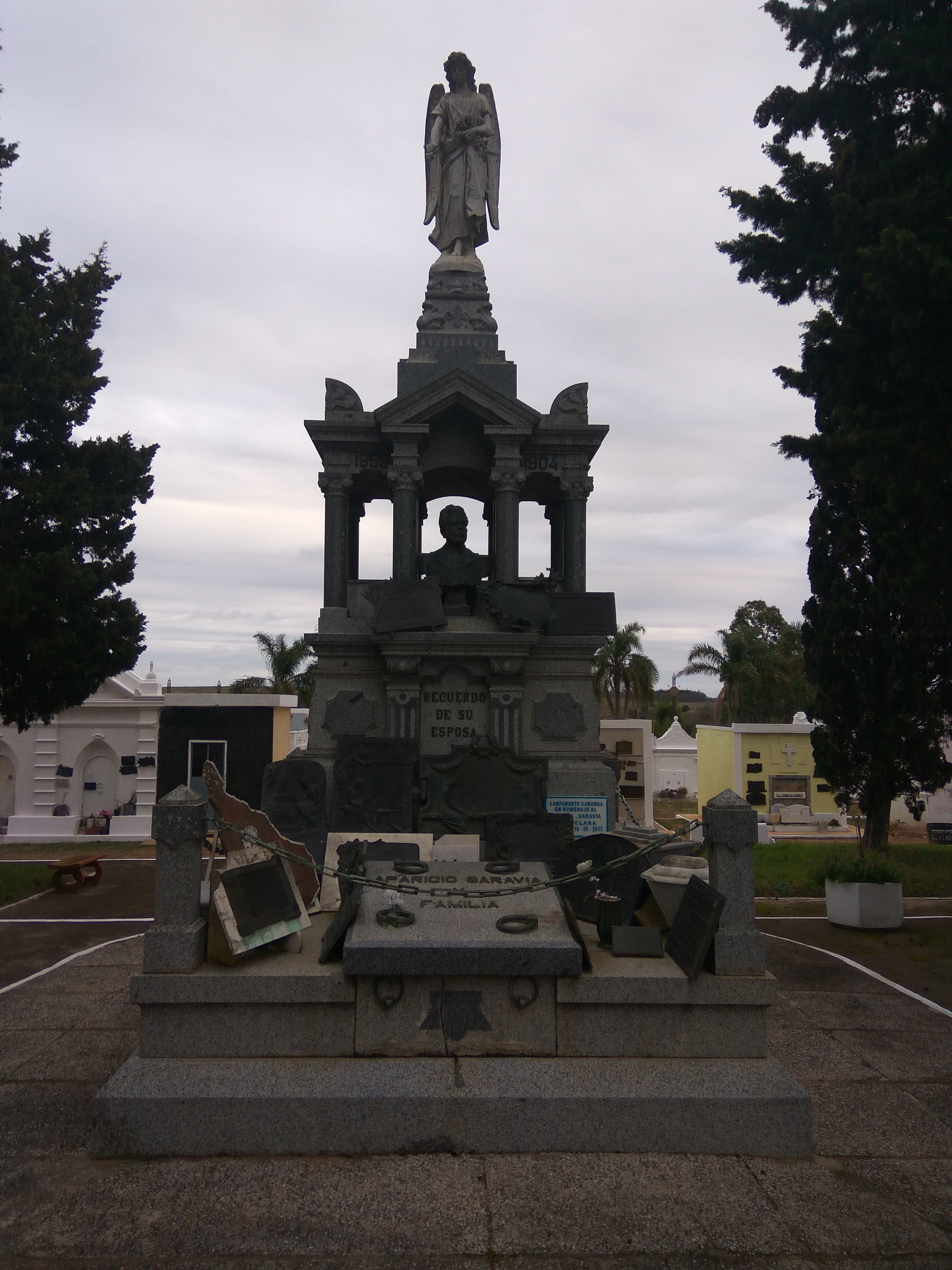
Mausoleo de Aparicio Saravia en la localidad uruguaya de Santa Clara de Olimar.

Durante 10 días Saravia estuvo agonizando, sufriendo una peritonitis aguda a causa de los derrames internos causados por las lesiones de la bala. No se logró acuerdo inmediato para designarle un sustituto en el mando superior de las fuerzas revolucionarias; y en definitiva su orden de volver a atacar a los gubernistas en la siguiente madrugada, con fuerzas de relevo, no fue cumplida, retirándose el ejército revolucionario tras la frontera, luego de lo cual prácticamente se desbandó, quedando así derrotada la última revolución civil. Es que el panorama era extremadamente claro, tal como lo explicó el coronel Carmelo Cabrera, uno de los jefes que había pasado al Brasil: "este es un ejército saravista. Caído Saravia, es imposible mantener su cohesión".
Finalmente el 24 de septiembre de 1904 se firmó la Paz de Aceguá que trajo como consecuencia principal el fortalecimiento de la institucionalidad democrática del país y un largo período de paz civil en el Uruguay.

## La gente de Aparicio
De la División N.º 1 a la 14, los jefes fueron, respectivamente, Enrique Yarza, Basilio Muñoz, Bernardo G. Berro, Juan José Muñoz, Miguel Aldama, Antonio María Fernández, José González F., Cicerón Marin, Nepomuceno H. Saravia, Francisco Saravia, Mariano Saravia, Cayetano Gutiérrez, Guillermo García y José Visillac. La "División de Lanceros" fue comandada por Manuel Rivas.[cita requerida]

## El legado de Aparicio Saravia
Los  principales postulados políticos esgrimidos por Saravia y el Partido Nacional, dirigidos a establecer un sistema electoral eficaz y confiable, fueron quedando consagrados poco tiempo después a través de leyes y prácticas electorales permitiendo una renovación regular de las autoridades de Gobierno, y un adecuado desenvolvimiento del sistema institucional, conforme a las normas de la Constitución, mediante un sistema de elecciones que ha alcanzado un reconocido prestigio por su corrección.
A su vez, fue el último gran caudillo, ya que tras su muerte, aquella vieja forma de hacer política encontraba, también, su fin. Principalmente, por las garantías institucionales que se lograron, según sus partidarios, gracias a los enfrentamientos de Aparicio Saravia.
Aparicio Saravia fue sepultado en el panteón de la familia brasileña Pereira de Souza. En 1921 por gestión de Luis Alberto de Herrera entonces presidente del Partido Nacional, sus restos fueron repatriados y sepultados en el cementerio del Buceo en Montevideo; poco tiempo después fueron trasladados al cementerio de Santa Clara de Olimar, donde descansa junto a su familia.
Característico en el imaginario popular, es el poncho de Aparicio.